# Кенжали Айманов
Кенжали Айманов (1 ноември 1917 г., Джанибек – 26 август 1974 г., Алма-Ата) – съветски казахстански учен и политик, педагог, експериментален физик и учител.

## Биография
През 1937 г. завършва Физико-математическия факултет на Казахския педагогически институт, след което е изпратен на работа в Казалинск.
По време на Великата отечествена война той е в редиците на защитниците на Брестката крепост, участва в битката при Сталинград и освобождаването на Керч.
След демобилизацията се завръща в Алма-Ата през 1945 г., където първоначално оглавява местния градски комитет на Комсомола, а от 1947 до 1952 г. работи в училище № 18, първо като учител по физика, след това като директор.
От 1952 г. преподава в университета „Абай“ във Физико – математическия факултет. През 1960 – 1963 г. е ръководител на основаната от него първа катедра по обучение по физика.
От 1963 до 1971 г. е министър на образованието и просветата на Казахската ССР, от 1971 до 1974 г. – министър на висшето и средното образование на Казахската ССР.
Научната му работа е посветена на проблемите на овладяването на елементи от автоматиката, телемеханиката и електрониката от учениците в гимназията. За научните си заслуги е награден с орден „Ленин“.
Някои трудове: „Ядрена енергия и нейното използване“ (Алма-Ата, 1959 г.); „Физика и автоматизация: Наръчник за учители“ (Алма-Ата, 1963 г.).
Умира на 26 август 1974 г. и е погребан в гробището Kensai.